# Musée d'Orbigny Bernon
Pour les articles homonymes, voir Orbigny et Bernon.
Le musée d'Orbigny Bernon est un ancien musée d'art décoratif et d'histoire locale situé à La Rochelle, en Charente-Maritime. Fermé depuis septembre 2012, il sera reconverti pour accueillir les services culturels de la ville. Les collections ont été  transférées au musée des beaux-arts de La Rochelle.

## Historique
L’hôtel est construit en 1893 sur les plans de l'architecte Henri d'Orbigny pour Alcide d'Orbigny-Bernon (1835–1907), négociant et fondateur de la Compagnie de navigation d’Orbigny, qui s’enrichit grâce au commerce maritime, secteur d’activité privilégié à La Rochelle. De 1893 à 1905, il devient maire de la ville et président de la Chambre de commerce de 1891 à 1906. La construction de cet hôtel particulier témoigne d’une véritable réussite professionnelle et sociale. Le plan en U de ce bâtiment reprend le modèle établi en France depuis le XVIIIe siècle pour les hôtels particuliers. À la mort de son mari, Madame d’Orbigny-Bernon lègue l’hôtel à la ville. La municipalité, consciente de la valeur architecturale et historique de la demeure, décide d’y établir un musée installé par Gaston Périer, G. Musset et L. Giraudeau et inauguré le 18 décembre 1921. L’hôtel, témoin de l’architecture civile privée rochelaise du XIXe siècle, devient sujet de valorisation patrimoniale. Sa transformation en musée permet de le conserver et de le rendre accessible à tous tandis qu’il offre un espace d’accueil original pour des œuvres d’art.
Après cinq ans de soins intensif, on procède en 2007 à l'abattage du châtaignier (âge estimé à 170 ans) qui se situait dans la cour du musée.
Le musée a réalisé une exposition retraçant Le Grand Siège et qui a été présentée du 18 décembre 2008 au 16 mars 2009.
Le musée a réalisé une exposition "D'or et de Nacre", du 16 décembre 2011 au 1er avril 2012. Le Cabinet portatif a notamment été présenté. De forme carré, muni de tiroirs, en bois laqué incrusté d'or et d'ivoire, datant de 1640 environ, (époque d'Edo), le cabinet portatif était la star de l'exposition temporaire consacrée aux laques japonais.
Un projet de lieu de mémoire de la Seconde Guerre mondiale est en préparation, avec l'aide des associations. Ce projet serait réalisé dans la salle des Anciens Combattants du musée, qui sera réhabilitée pour accueillir ce futur lieu de mémoire.
Le musée est fermé en septembre 2012 et accueillera les services de la mairie, en manque de place de prestige. Les collections ont été transférées au Musée des beaux-arts de La Rochelle.

## Description
Le musée expose dans un hôtel du XIXe siècle de style néo-Renaissance.
L’hôtel d’Orbigny-Bernon reste singulier car bien que l’on y retrouve une cour d’un côté et un jardin de l’autre, le corps central ou logis n’est pas disposé dans l’axe de la porte cochère comme c’est le cas traditionnellement. Ici, l’aile principale se trouve à droite de la porte cochère et non pas entre les ailes de dépendances qui sont disposées sur le côté droit du logis. On retrouve par ailleurs ce schéma dans les hôtels particuliers parisiens. Le corps de logis est relié à l’aile centrale par une tour d’angle. Cette aile reprend la même élévation à trois niveaux (rez-de-chaussée, étage, combles) que le logis mais sur la moitié de sa longueur seulement car la seconde moitié ne se compose plus que d’un rez-de-chaussée et d’un niveau de combles. Les dépendances abritaient remise et écurie. L’élévation moins imposante de cette partie de la demeure s’explique donc par sa fonction secondaire et par le fait qu’elle était occupée par les domestiques. La porte d’entrée se distingue par son décor. Cet élément identifie clairement la façade principale par laquelle les invités entrent dans l’hôtel. C’est d’ailleurs par-là que les visiteurs entrent aujourd’hui dans le musée.
L’accès à cette porte se fait par un escalier entouré de deux petites colonnes supportant des sculptures. La porte est couronnée d’un fronton gravé des initiales du propriétaire et supporté par deux pilastres placés de part et d’autre de la porte. L’entrée gagne ainsi la majesté d’un hôtel particulier et indique l’importance de son propriétaire. Les fenêtres du dernier étage sont également couronnées d’un fronton dont le but est de magnifier l’édifice et d’en accentuer la composition verticale déjà appuyée pour la tourelle d’angle. Ce niveau se termine par un toit en ardoises où on distingue des lucarnes qui donnent sous les combles. La façade côté jardin, toujours aussi sobre, reprend l’élévation de la façade sur cour. On y trouve par ailleurs une référence passéiste aux châteaux de la fin XVIe siècle - début XVIIIe siècle, particulièrement perceptible dans la partie de gauche placée en avant corps.

## Collections
Sur quatre niveaux, le musée comprenait :
- au sous-sol - une présentation lapidaire permet de découvrir l’important tombeau dit de Laleu du XIIe siècle, d’autres belles pierres tombales et des vestiges de l’urbanisme du XVIIIe siècle. Le niveau comprend également une grande diversité de pierres sculptées, datant de l'Antiquité, du Moyen Âge, de la Renaissance et des Temps modernes : statues, fragments d'architecture, pierres funéraires, etc. Une grande partie de ces lapidaires ont été trouvés lors de chantiers de fouille, de destruction ou de restauration de bâtiments rochelais et des alentours, à la fin du XIXe siècle.

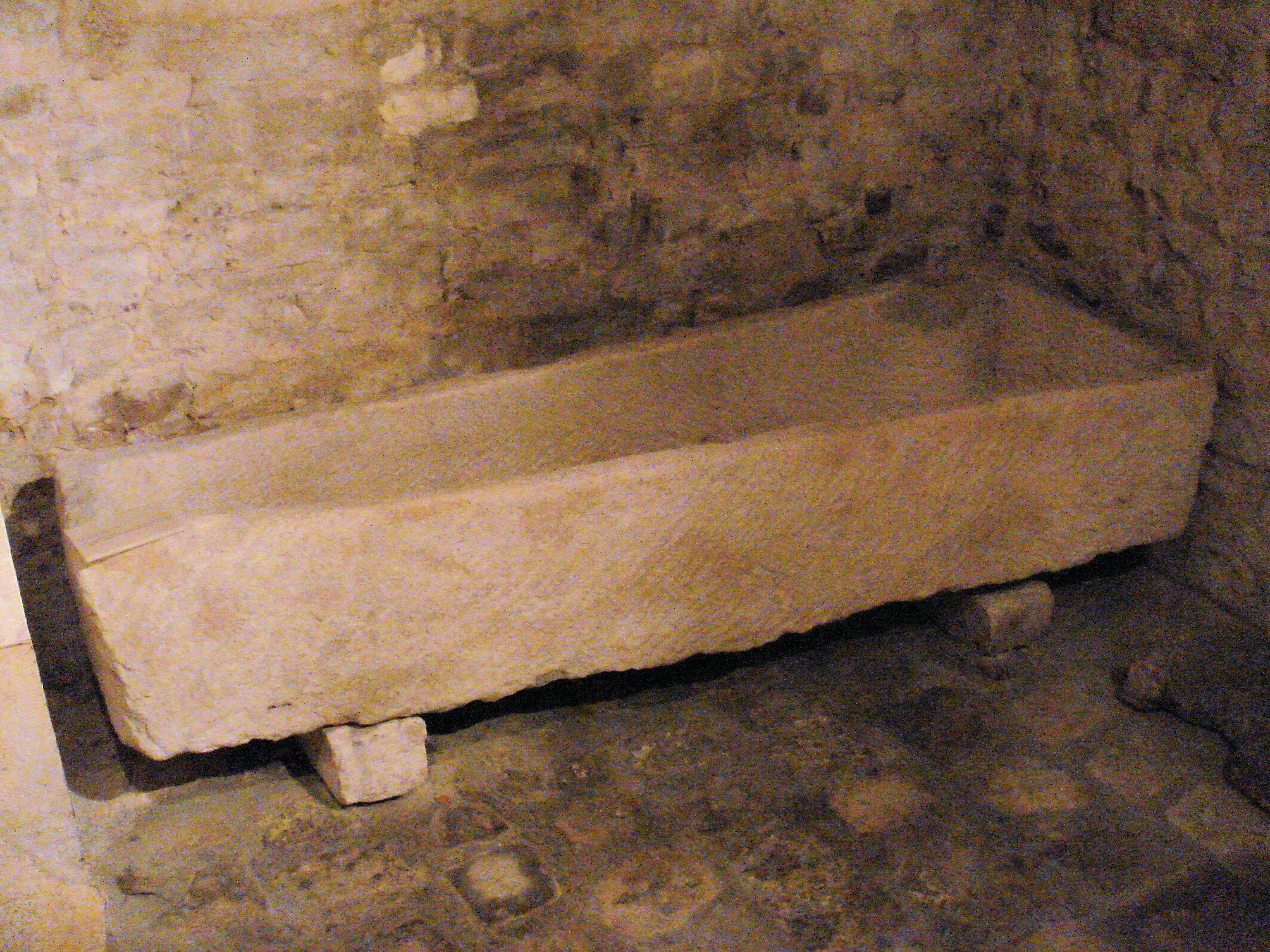
Sarcophage mérovingien

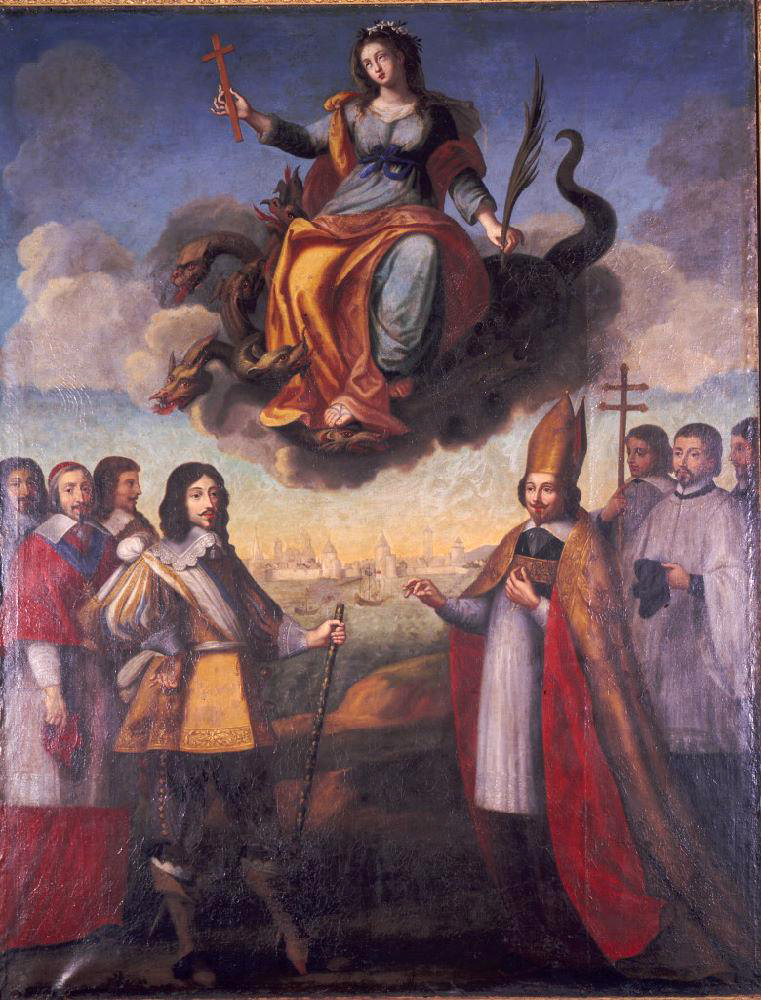
Pierre COURTILLEAU, Entrée de Louis XIII à La Rochelle le 1 novembre 1628, La Rochelle avant 1658

- au rez-de-chaussée - les grandes pages de l'histoire rochelaise avec de nombreux plans (dessins et gravures avec plaques de cuivre). On retrouve notamment le siège de 1573 et celui de siège de 1627-1628 avec le célèbre tableau d'Henri-Paul Motte. Il comporte des peintures et gravures évoquant la prospérité de La Rochelle au XVIIIe siècle, l'enthousiasme populaire de la Révolution et l'histoire locale du XIXe siècle. Une salle est consacrée à la Seconde Guerre mondiale à La Rochelle et l'épisode de la poche de La Rochelle. On peut noter une tapisserie, fabriquée à la manufacture royale des Gobelins aux armes de la France. Louis XIV en fit don à la ville de La Rochelle au XVIIe siècle.

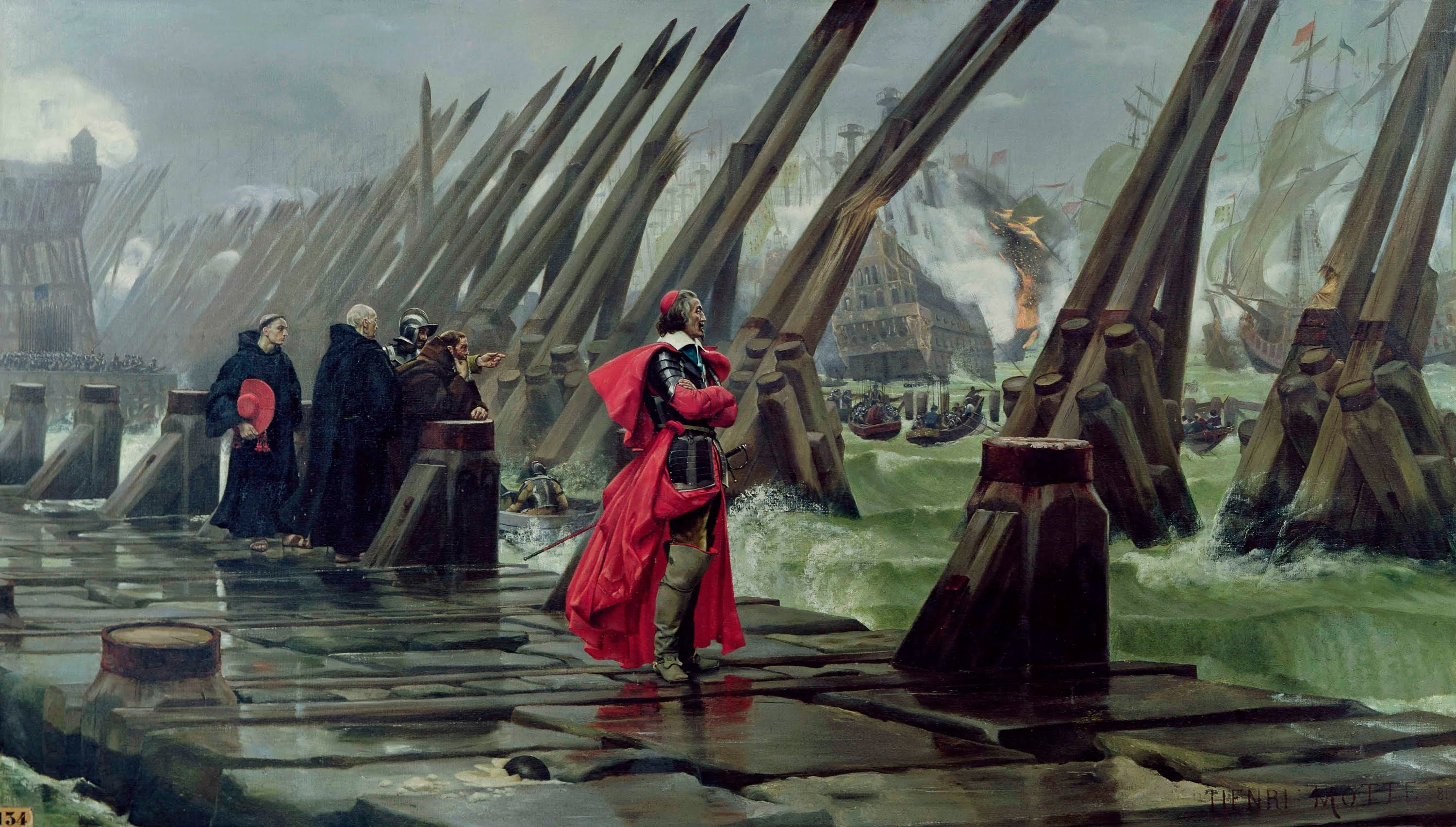
Le siège de La Rochelle avec Richelieu par Henri-Paul Motte, 1881.

- au 1er étage - des vestiges du patrimoine architectural rochelais, les arts du feu avec une collection de faïence (La Rochelle, Strasbourg, Rouen, Moustiers, Marseille…), de céramique et de porcelaine. Les saladiers de « L’Arbre d’amour » et les faïences patronymiques en sont un des fleurons ainsi que les vases de l’apothicairerie de l’hôpital Aufredy, présentés dans leurs belles armoires du XVIIIe siècle. Quelques pièces exceptionnelles de terre cuite, comme la fontaine de table aux armes des Gouffier, complètent le panorama de la céramique. Il comporte également  divers objets du quotidien comme des pièces de monnaie.

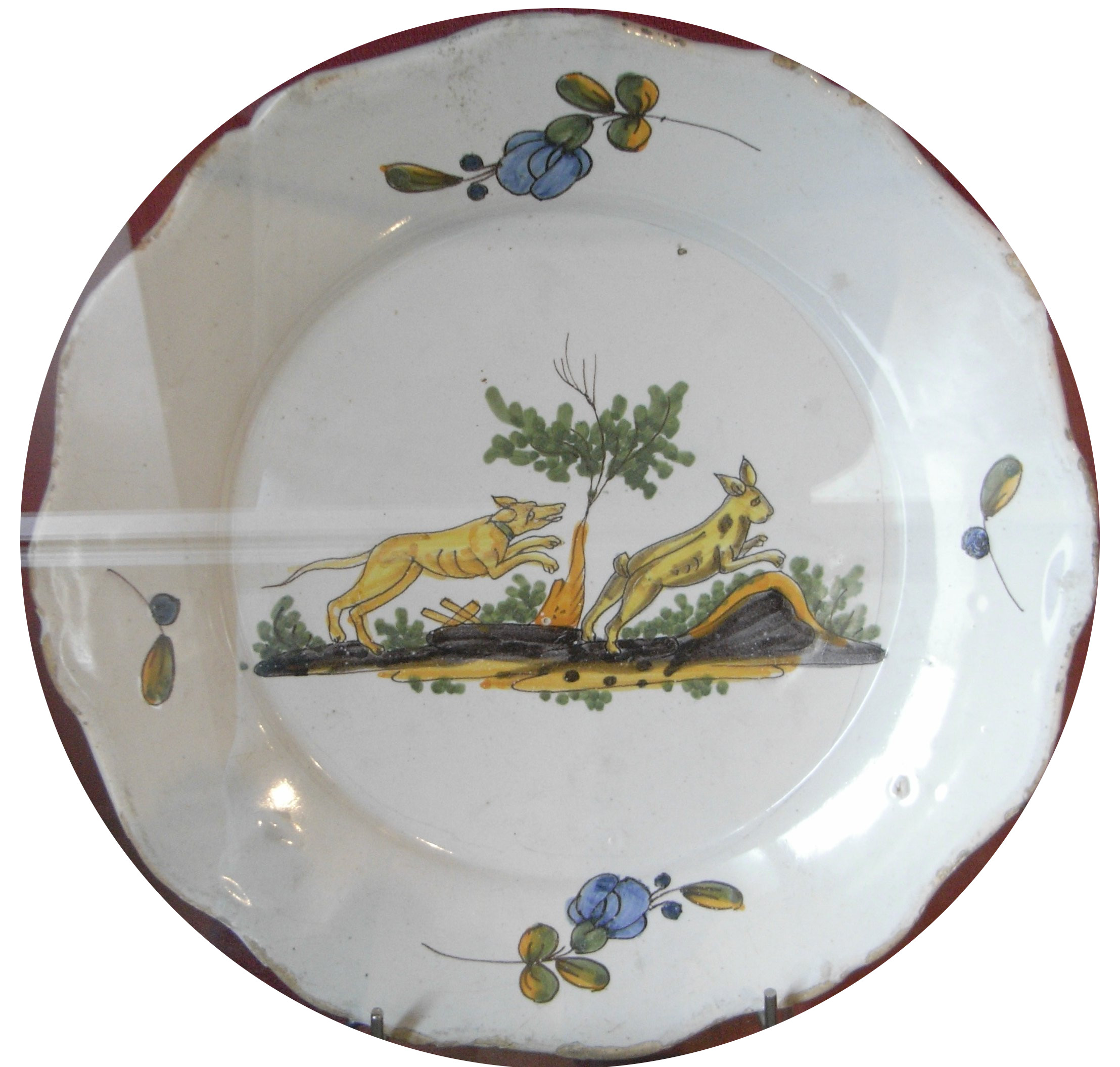
Faïence rochelaise XVIIIe siècle

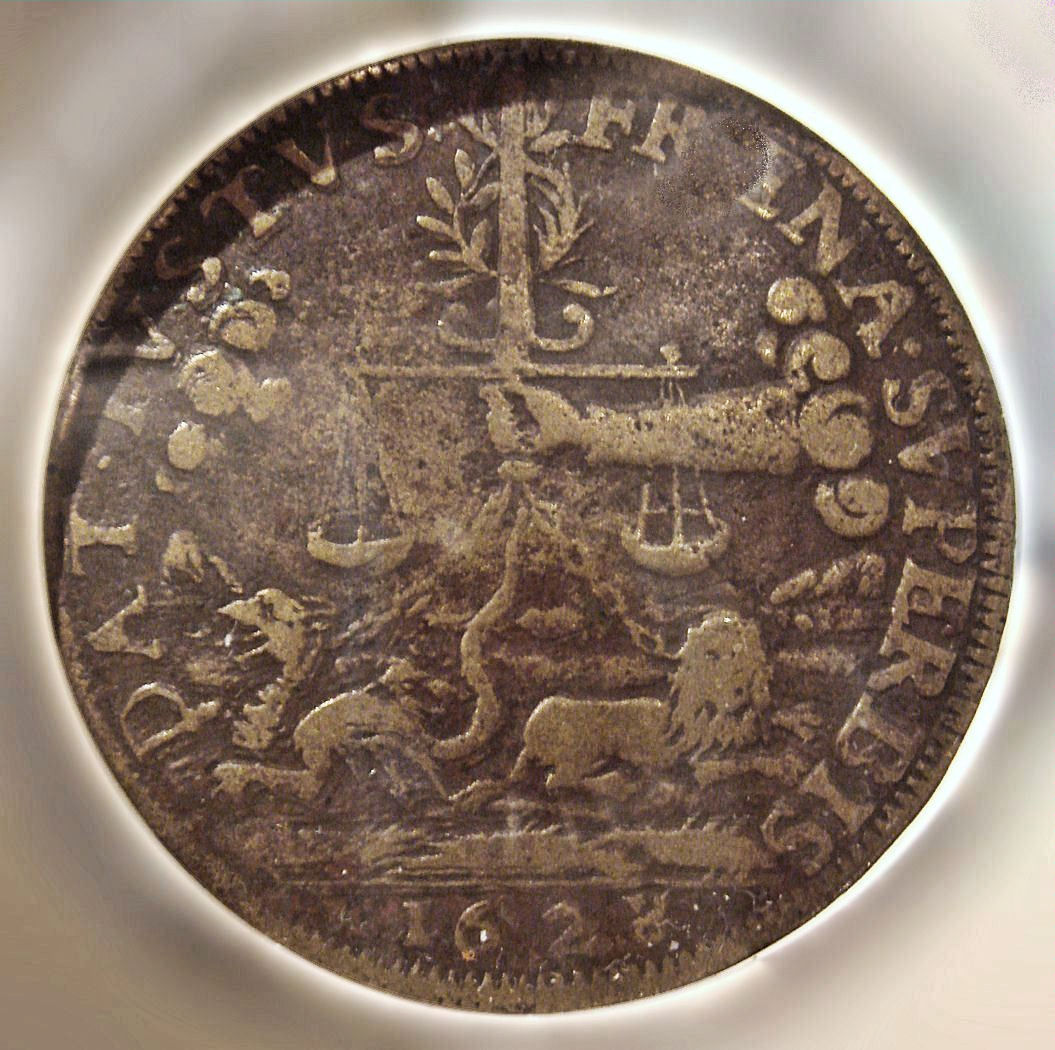
Pièce de monnaie.

- au 2e étage - les arts d'Extrême-Orient (collection de Charles de Chassiron), Chine et Japon. Les collections présentent la reconstitution d’une chambre chinoise, des vitrines de céramiques et de costumes, l’évocation du Japon féodal et des samouraïs et des instruments de musique anciens du Sud-Est asiatique.

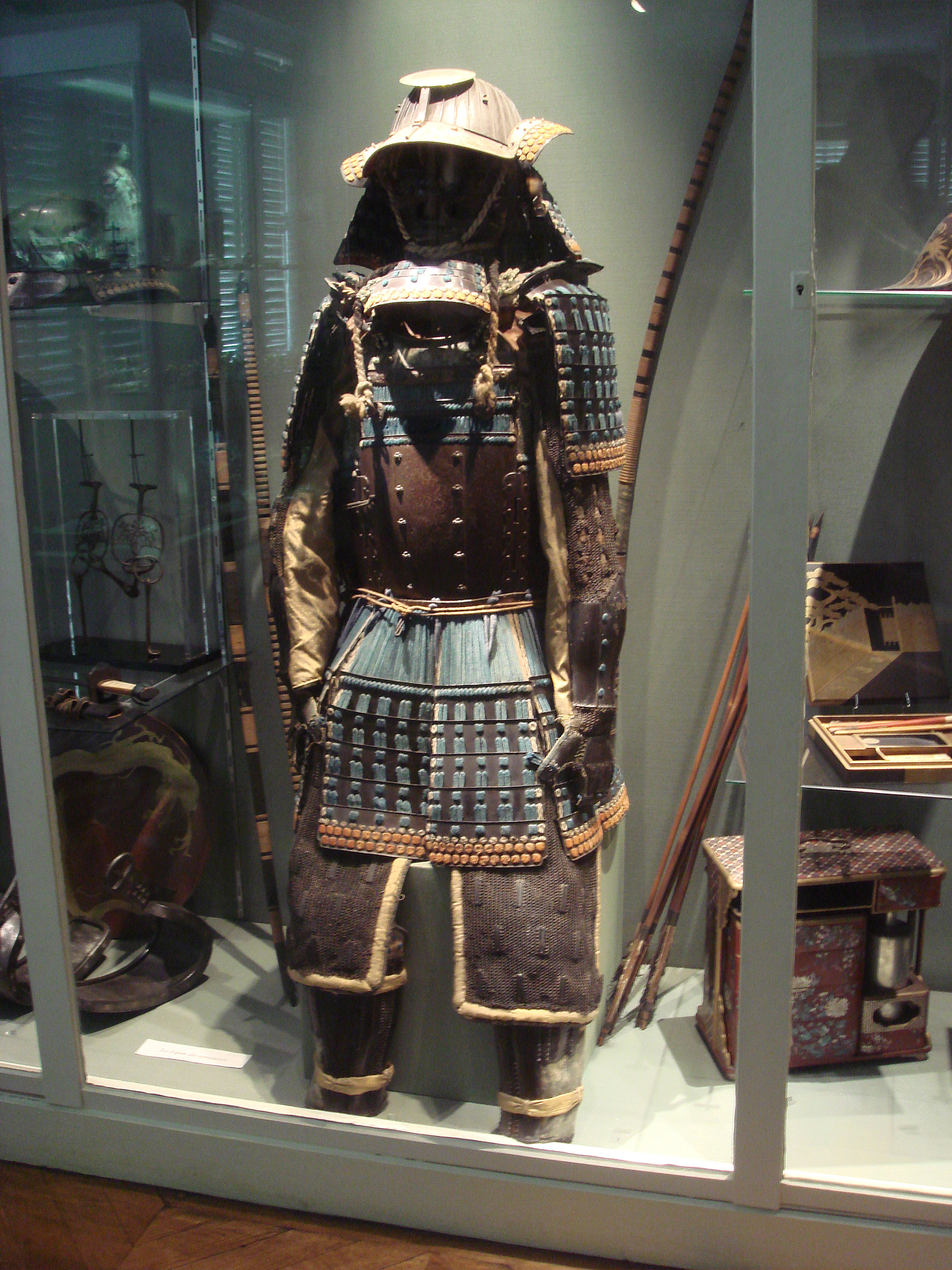
Collection de Chassiron

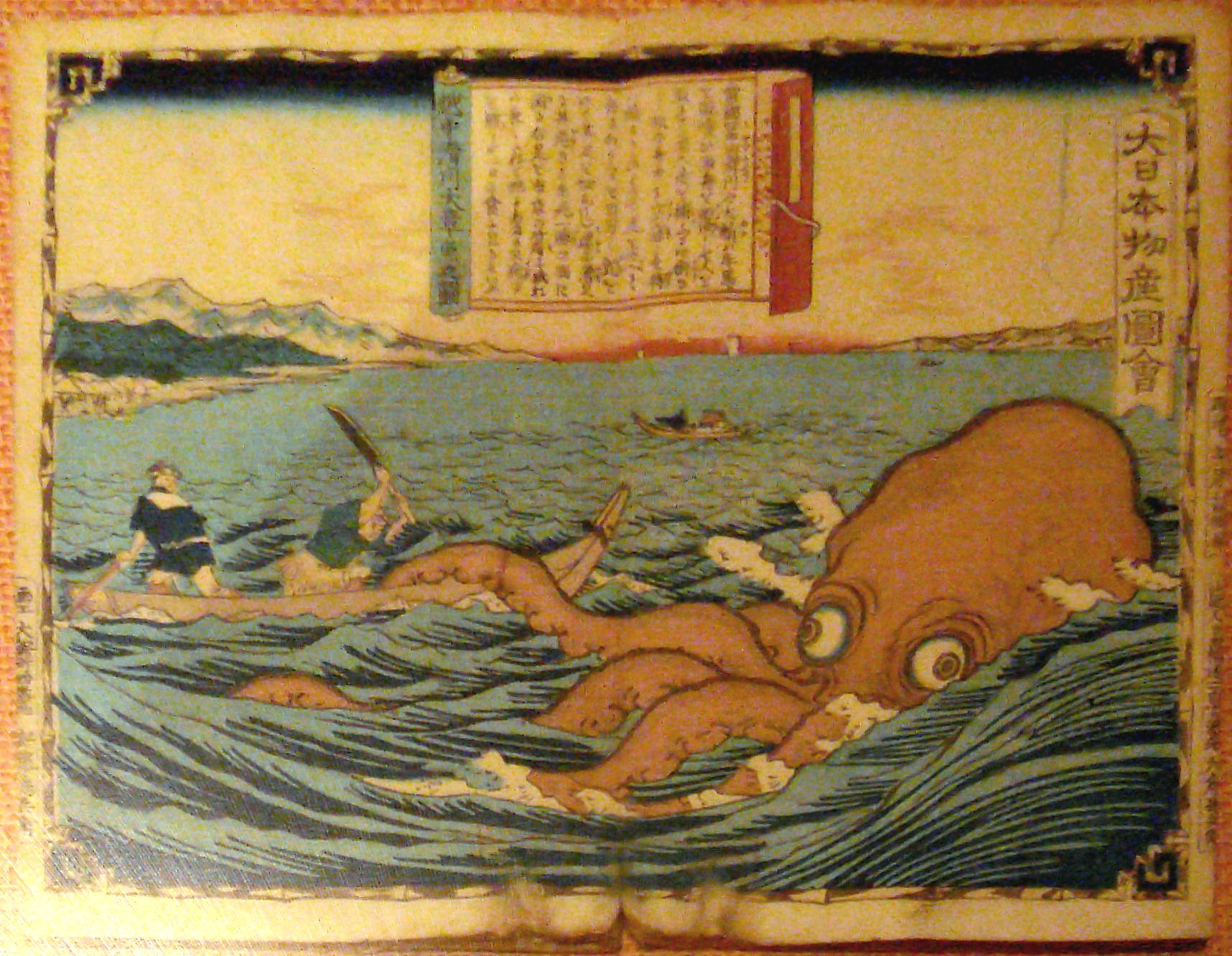

- Le jardin - Le jardin, rénové en 2009[10], est ouvert gratuitement aux mêmes horaires que le musée. Il regroupe des vestiges d'anciennes fouilles ou de précédente restauration d'édifices. Ce jardin un peu secret a été rénové dans l'esprit d'un jardin de simples et de plantes médicinales et fait écho à la présentation de L'apothicairerie exposée au 1er étage du musée.

## Galerie photos

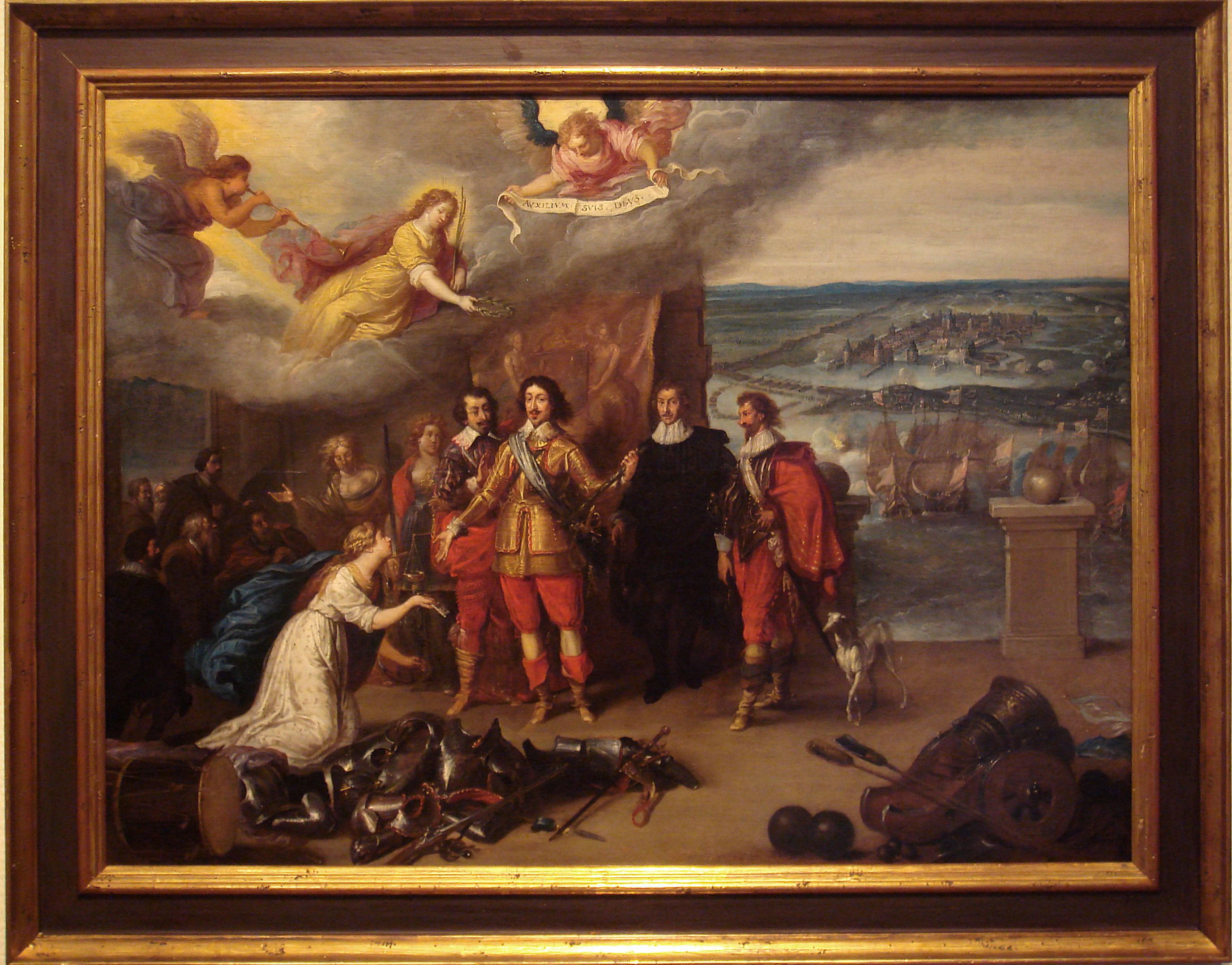
Anonyme français ou flamand, Louis XIII recevant les clefs de La Rochelle, XVIIe siècle.
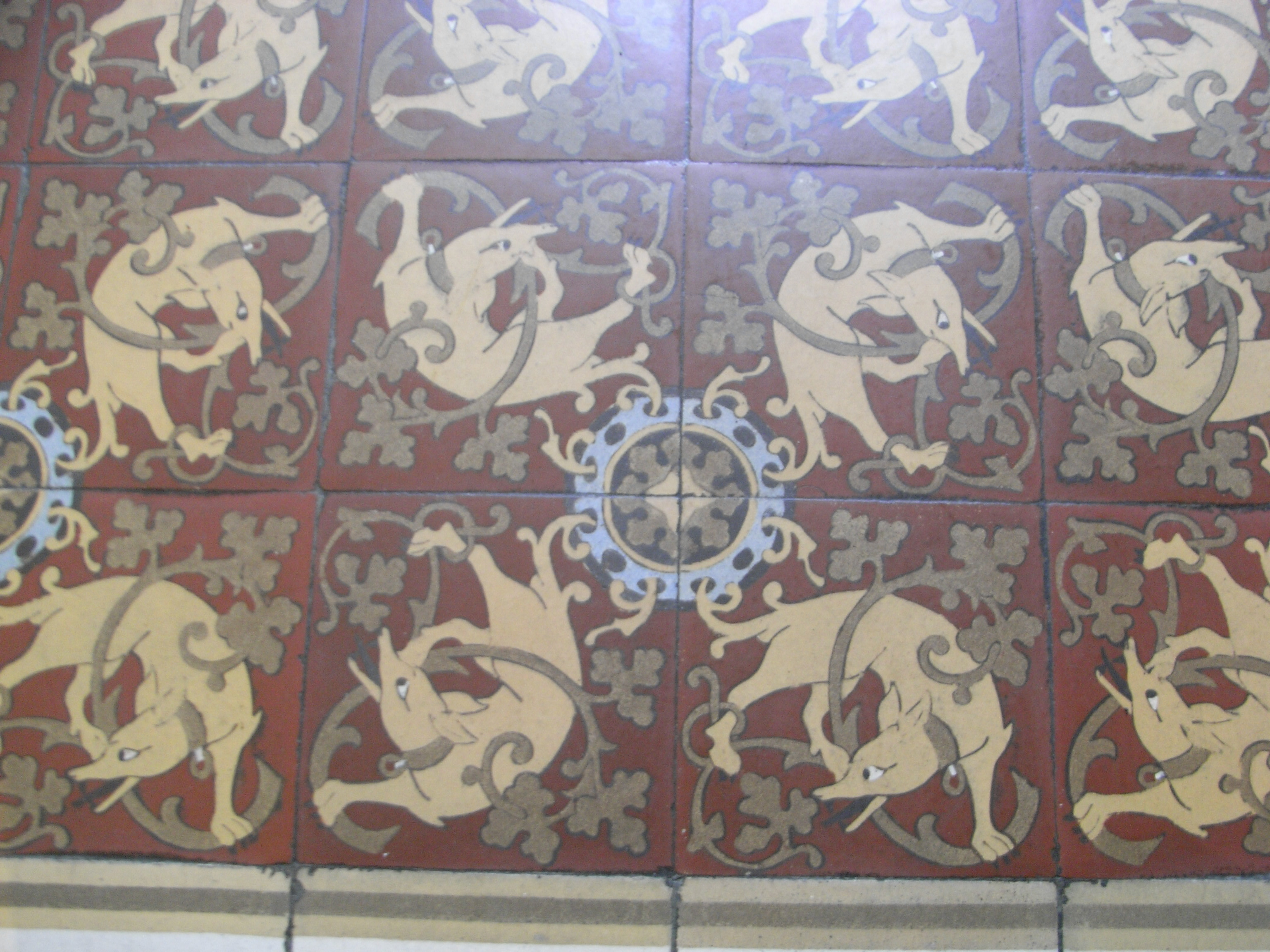
Dallage de l'hôtel
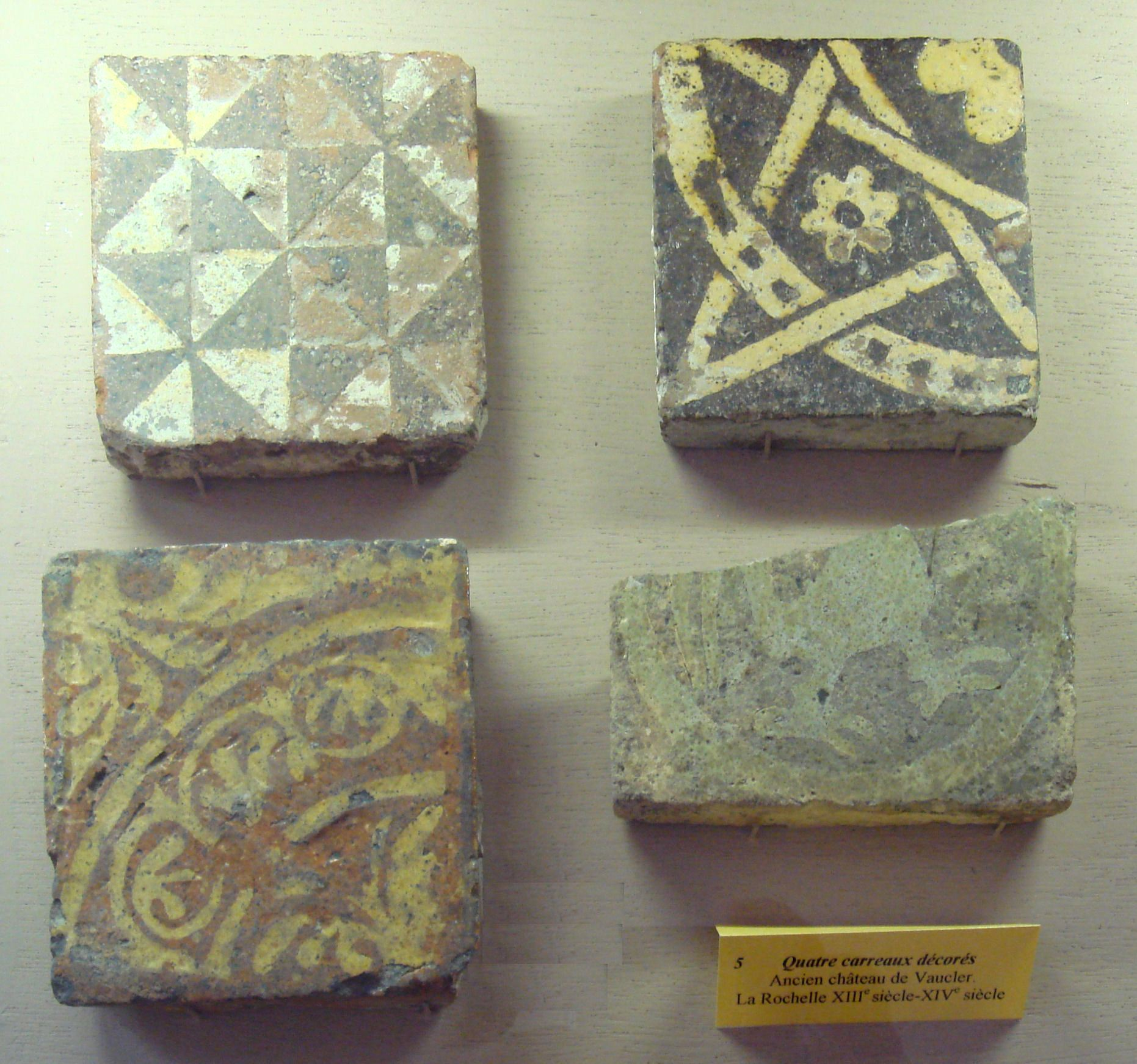
Vestige du château Vauclair
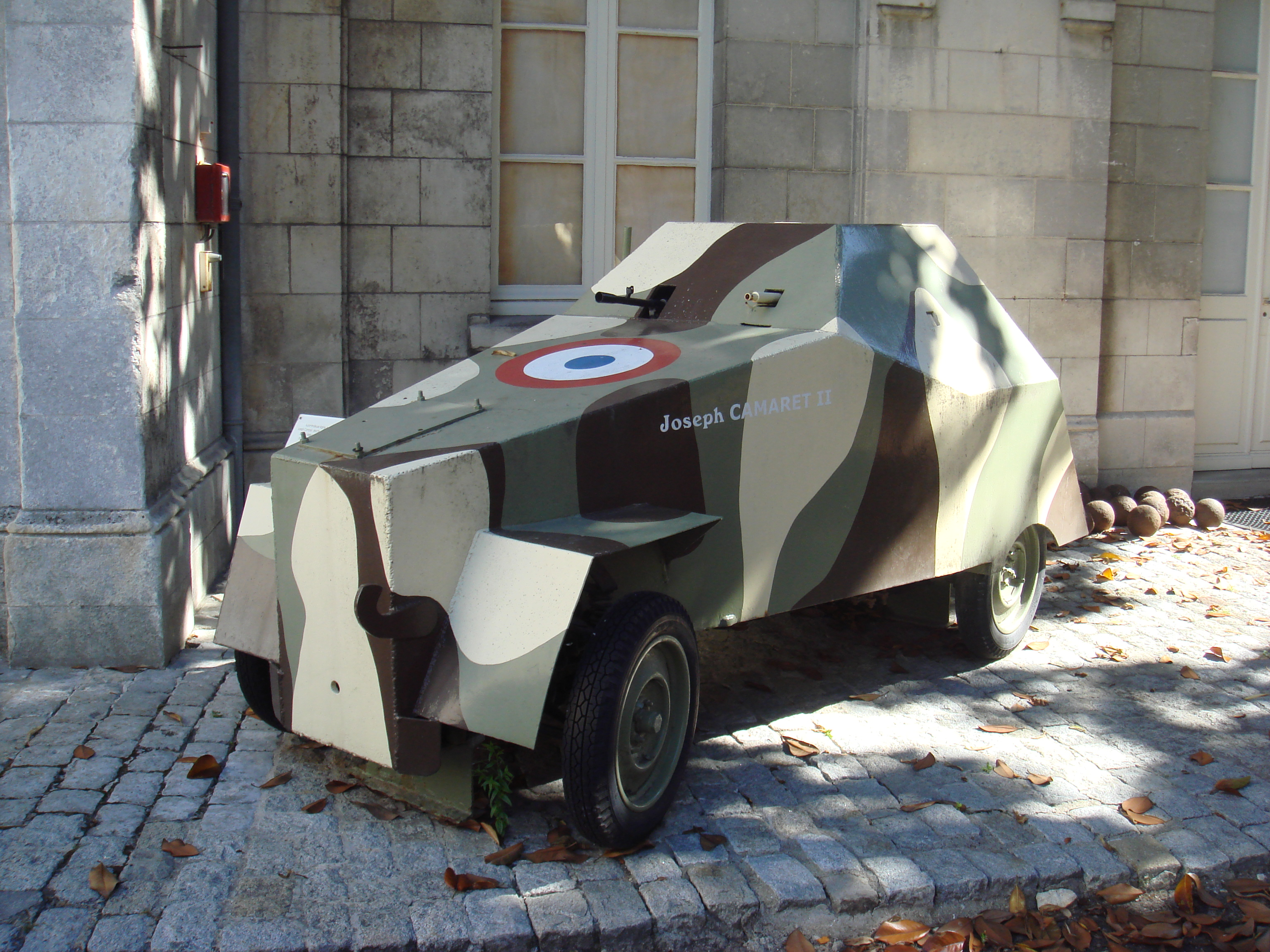
Le Joseph CARMARET II, petite automitrailleuses blindée, construit à la fin de l'occupation allemande pour participer à la libération de la ville de La Rochelle.